# Породично стабло
Породично стабло (генеалошко стабло) је графикон који приказује претке и рођаке одређене особе. Због свог назива породично стабло се понекад симболично приказује сликом правог дрвета тј. његовог стабла, па су преци приказани на гранама стабла.